# Maurice Richard (homme politique québécois)
Pour les articles homonymes, voir Richard et Maurice Richard (homonymie).
Pour le joueur de hockey sur glace québécois, voir Maurice Richard.
Maurice Richard, né le 22 septembre 1946 à Sainte-Angèle-de-Laval, est un commerçant, peintre et homme politique, député libéral de Nicolet à l'Assemblée nationale du Québec de élections générales de 1985 à élections générales de 1989, puis de son successeur Nicolet-Yamaska de 1989 aux élections générales de 1994, durant lesquelles il est battu par le péquiste Michel Morin. Il est conseiller municipal de la ville de Bécancour de 1971 à 1975 et en est son maire de 1975 à 1985, puis de 1995 à sa démission en 2012 pour rejoindre un autre poste administratif. Il est ouvertement gay depuis les années 1970.

## Biographie

### Jeunesse et carrière avant la politique
Maurice Richard naît le 22 septembre 1946 à Sainte-Angèle-de-Laval de l'épicier Grégoire Richard et de Louisette Roy, dont il est le deuxième de quatorze enfants. Ses études primaires sont faites dans son village, mais il effectue ses études secondaires à l'école Curé-Brassard de Nicolet, avant de poursuivre ses études supérieures à l'Institut national des viandes, dont il sort diplômé en 1973. Il reçoit aussi une formation dans d'autres domaines, comme la gestion administrative. En 1966, il est brièvement gérant de l'orchestre El Zorro à Sainte-Angèle-de-Laval,. Il devient par la suite propriétaire de l'épicerie G. Richard et fils à Sainte-Angèle-de-Laval,,. Depuis 1976, il est aussi artiste peintre. À Bécancour, il est aussi impliqué dans le sport local, et a été arbitre de hockey sur glace pendant plusieurs années.

### Carrière politique
Maurice Richard entre dans la politique en fin octobre 1971, peu avant les élections municipales, annonçant son intention de se présenter au poste de conseiller pour le district #6. Le 7 novembre 1971, remporte le siège,. Il a une avance de plus de 1 400 voix sur son opposant Edgar Elie, son oncle. Il était alors le plus jeune conseiller de l'histoire de Bécancour, à ses 25 ans,. Peu après son élection, il fait la proposition pour que le doyen du conseil, Gérard Bergeron, remplace le maire M. L. Gaston Gaudet le temps de quelques mois. Le 4 novembre 1975, Gaston Gaudet ne se représentant pas, il décide de courir pour maire, et l'emporte face à Jacques Blondin. Richard était alors devenu le plus jeune maire du Canada. Il est reconduit à son poste quatre ans plus tard face à Julien Losier. Durant ce deuxième mandat sont inaugurés le nouvel hôtel de ville et l'aréna. Il fait son coming-out dans les années 1970 et est plus tard pris à partie pour son homosexualité, qu'il n'a pas niée et qui n'a finalement pas affecté son élection, même dans une région plutôt conservatrice,,. Aux élections de 1983, il est réélu, cette fois-ci sans adversaire. À l'approche des élections provinciales de 1985, Maurice Richard décide de se présenter, et doit donc résigner de son poste. Il est remplacé par Jean-Guy Dubois.
Le 3 décembre 1985, il est élu député à l'Assemblée nationale de la circonscription de Nicolet face au député sortant Yves Beaumier. En 1980, il avait participé à l'investiture du Parti libéral du Québec dans cette même circonscription. Il est réélu en 1989 avec une grande majorité sur son adversaire dans la même circonscription renommée Nicolet-Yamaska. Durant son passage à l'Assemblée nationale, il est nommé président de la Commission de l'agriculture, des pêcheries et de l'alimentation du 10 septembre 1987 au 9 août 1989 et à partir du 29 septembre 1989 au 24 juillet 1994. Il reste grandement impliqué pour sa ville d'origine Bécancour et participe à plusieurs projets publics. Il est défait à l'Assemblée nationale par Michel Morin aux élections générales de 1994. Après sa défaite de 1994, il fait son retour en 1995 et redevient maire de Bécancour, Jean-Guy Dubois lui laissant prendre sa place.
Le 19 juin 1996, il est nommé préfet de la municipalité régionale de comté (MRC) de Bécancour, poste qu'il occupe jusqu'en 2012,. Le 26 avril 2000, il est nommé président du Centre local de développement de la MRC,, puis président du Conseil régional de concertation et de développement du Centre-du-Québec en 2003. De 2004 à 2012, il est aussi président de la Conférence régionale des élus du Centre-du Québec.

### Après la vie politique
Il quitte définitivement la vie politique le 5 avril 2012 pour devenir président de la Société du parc industriel et portuaire de Bécancour, succédant au précédent président Guy LeBlanc,,. En 2022, il quitte la présidence, mais reste conseiller au nouveau président.
Il est membre de la Chambre de commerce de Bécancour et Nicolet,. En 2015, il est récipiendaire du prix de l'Université du Québec à Trois-Rivières.
De 2018 à 2024, il est administrateur au sein du conseil d'administration du Cercle des ex-parlementaires de l'Assemblée nationale du Québec.